# Euptychia cucullina
Euptychia cucullina är en fjärilsart som beskrevs av Gustav Weymer 1911. Euptychia cucullina ingår i släktet Euptychia och familjen praktfjärilar. Inga underarter finns listade i Catalogue of Life.